# Oberto, Conte di San Bonifacio
Oberto, Conte di San Bonifacio (Hrabia San Bonifacio) – opera w 2 aktach Giuseppe Verdiego z 1839 roku. 
Okoliczności powstania pierwszego dzieła operowego Giuseppe Verdiego są do dzisiaj niewyjaśnione. Prawdopodobnie jest kompilacją trzech oper –  Rochester (1835-36), Lord Hamilton (1839) i Oberto. 
Obsada:
- Oberto, hrabia – bas,
- Leonora, córka Oberta – sopran,
- Cuniza, księżniczka – mezzosopran,
- Riccardo, hrabia – tenor,
- Imelda – mezzosopran.